# Araiopogon perniger
Araiopogon perniger är en tvåvingeart som först beskrevs av Ignaz Rudolph Schiner 1868.  Araiopogon perniger ingår i släktet Araiopogon och familjen rovflugor. Inga underarter finns listade i Catalogue of Life.